# Matéria bariônica

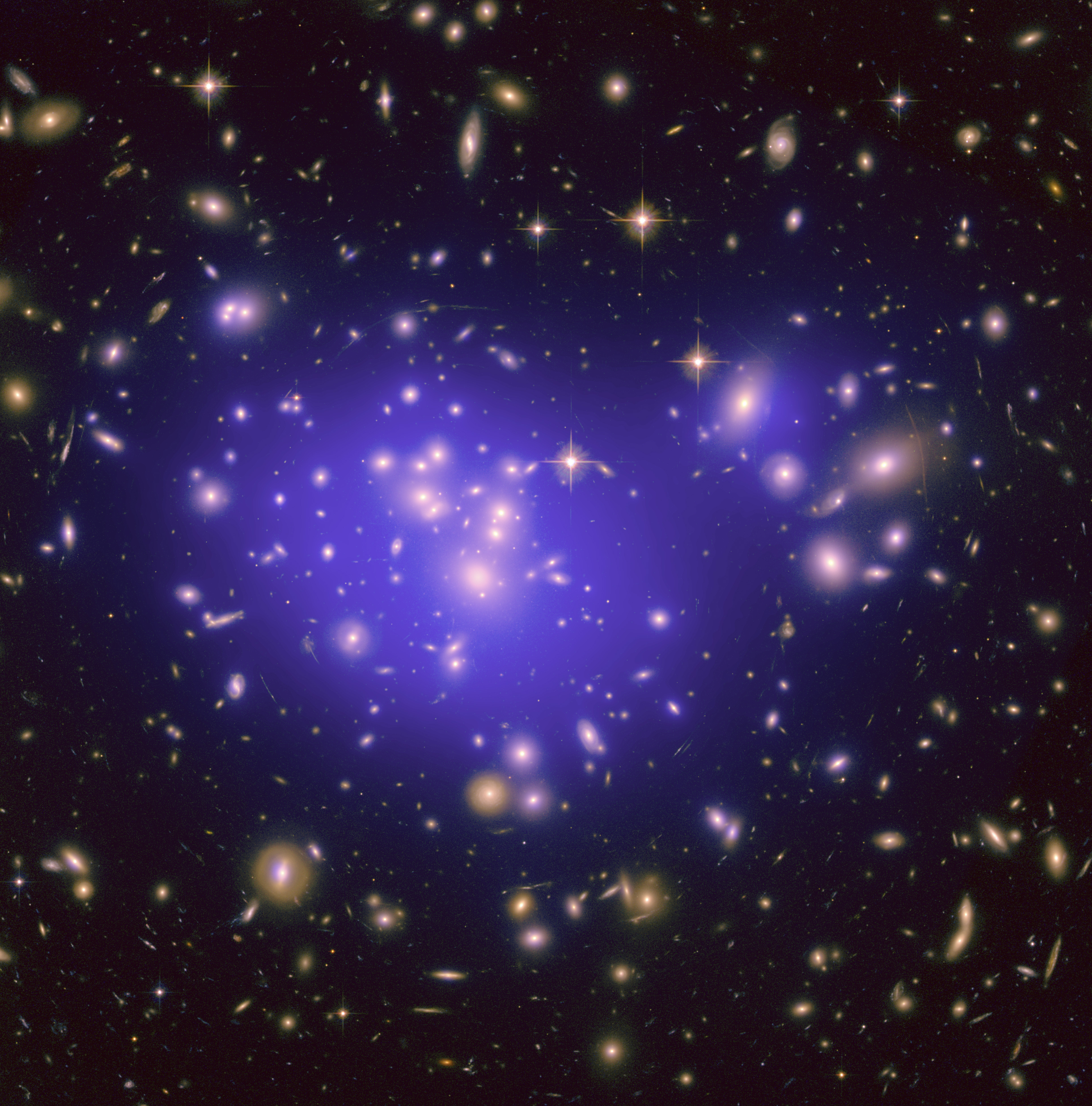
Ao medir os movimentos de estrelas e gás, os astrônomos podem "pesar" as galáxias e calcular o quanto de matéria bariônica possuem.
Da mesma forma, rádio e observações ópticas de gás e estrelas em galáxias distantes, permitem aos astrônomos determinar a distribuição de massa nestes sistemas.

A matéria bariônica (português brasileiro) ou matéria bariónica (português europeu) se refere a todo o material composto principalmente de prótons, nêutrons e elétrons. Porém, é um termo geralmente empregado pelos astrônomos no estudo das interações gravitacionais da macroestrutura. A princípio, o agrupamento de partículas subatômicas que formam o hidrogênio, o hélio e os elementos mais pesados, além de ser o “berçário das estrelas”, afeta as galáxias “gravitacionalmente”. Neste contexto cosmológico, a matéria bariônica é comumente atribuída ao gás e a poeira cósmica de onde nascem novas estrelas.
Os astrônomos advertem que a matéria bariônica não deve ser confundida com a matéria escura, que também se considera em parte bariônica. Embora diferentes, estas duas formas de "matéria escura", têm como característica comum, a pouca ou nenhuma emissão de luz ao serem extremamente difíceis de se observar no espaço. A matéria bariônica visível ocupa cerca de 4% do universo que conhecemos, onde 22% é "matéria escura" (bariônica e não-bariônica). Vale frisar, que na escuridão cósmica, é grande a possibilidade de haver de fato a manifestação da matéria não-bariônica, sempre relacionada a uma forma exótica de matéria fantasmagórica que exerce atração gravitacional e também a chamada energia escura, uma força de ação repulsiva que permea todo o espaço.
A distribuição de matéria bariônica ao longo do cosmos é detectada não pelo quanto ela brilha (em estrelas e galáxias), mas pela quantidade de luz que ela bloqueia.